# Колония-Дублан
Колония-Дублан (исп. Colonia Dublán) — город в Мексике, входит в штат Чиуауа. Был основан в 1889 году как колония мормонов. Дублан служил базой американских войск во время карательной операции в Мексике.